# 国際通り
国際通り（こくさいどおり/こくさいとおり）は、沖縄県那覇市の県庁北口交差点（パレットくもじ前交差点）から安里三叉路までの約1.6 kmの通り。沖縄県で最も賑やかな通りであり那覇最大の繁華街である。
「国際通り」の読み方は、沖縄県内や国の機関を含め一般的には「こくさいどおり」と呼ばれているが、通りの入り口には「こくさいとおり」と彫られたシーサーの石碑がある。

## 概要
那覇の中心部を通る沖縄県道39号線の一部であり、沖映通りやマチグヮー商店街などとともに商業エリアになっている文化的な中心地でもある。沖縄戦後、那覇の中心部は戦前に整備された新県道（牧志街道）周辺から復興が始まったが、ここには1948年に建設されたアーニーパイル国際劇場があったことから「国際通り」と呼ばれるようになった。戦後の焼け野原から目覚しい発展を遂げたこと、長さがほぼ1マイルであることから、『奇跡の1マイル』とも呼ばれている。
国際通りではイベントとして首里城祭（琉球王朝絵巻行列）が開催されている。国際通りでは、トランジットモールの拡充、無電柱化、ポケットパークの設置などの取り組みが行われている。
なお、地元住民の生活にかかわる商店街はその裏手の平和通りや「沖縄の台所」とも呼ばれている牧志公設市場など、この通りに隣接している（国際通りからの入口は、通りのほぼ中間地点に当たるむつみ橋交差点周辺）。

## 歴史

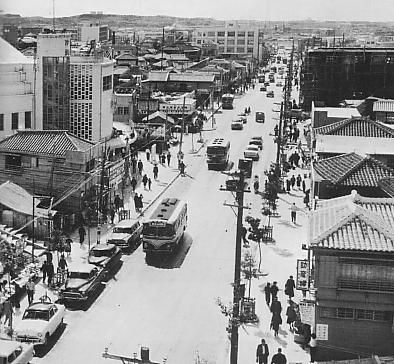
1950年代前半の国際通り

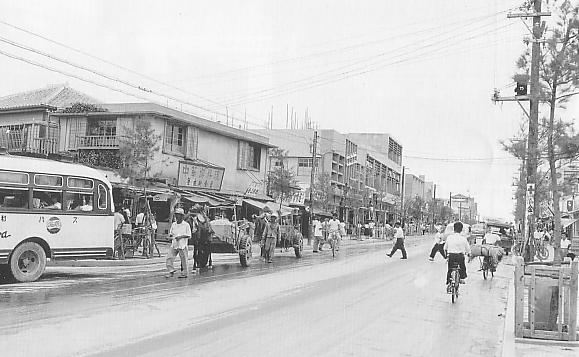
1955年の国際通り

1933年（昭和8年）に旧那覇市中心部と首里市を最短距離で結ぶ県道の一部として整備され、「新県道」あるいは「牧志街道」と呼ばれていた。郊外の一本道で、人家は少なく畑や湿地帯が広がっていた。
太平洋戦争末期の沖縄戦で繁華街は焦土と化した。牧志街道も例外ではなかった。
沖縄戦後、米軍によって従前の那覇の中心地（現在の那覇市西・久米・辻付近）が接収されてしまい、人々は行き場を失っていた。まず、壺屋地区の窯業業者たちが産業復興を名目として入市。続いて牧志地区の瓦職人たちも入市が認められた。ほかの人々もみな窯業関係者や職人の親戚縁者を名乗って市内に入り始め、壷屋から牧志にかけてのガーブ川周辺や新県道近くに居ついて自然発生的に闇市が広がった。芝居小屋が建ち、1948年（昭和23年）には、米軍の物資集積所があった新県道沿いの土地に琉球列島米軍政府と琉球政府の協力で「アーニーパイル国際劇場」という映画館が開館（現在のてんぶす那覇付近）。連日大変な賑わいを見せた。映画館にちなんで「国際通り」の名が定着した。。
1953年の牧志街道改修工事を契機に店舗が多数集まり、大繁華街を形成。このころより沖縄復興のシンボルとして「奇跡の1マイル」と称されるようになる。1マイルは国際通りの長さを表す。
デパートなどの大店舗が集まる繁華街であったが、地域の繁華街としての役割は次第に周辺部へ移行し、大型ショッピングセンターは駐車場を確保できる郊外に、生活に密着した店舗はその裏通りにある平和通りやその周辺に移行した。国際通りの方は、その名が著名になるにつれ観光客が増え、店舗も次第に観光客向けのものが増加。那覇新都心など周辺地域の開発もあり、現在では沿線事業者の大部分は土産物店や有名飲食店、ホテルなどであり、ほとんどが観光客向けの通りの様相を呈している。また、同系列の店舗で2号店・3号店などが同じ通り上に乱立している。しかし、その戦略故に新型コロナウイルスの世界的流行による観光客の急減が直撃した形となり、多くの店が臨時休業や閉店に追い込まれた。

## アクセス
- 交通
  - 沖縄都市モノレール線：県庁前駅・美栄橋駅・牧志駅が最寄り駅。
  - 路線バス：パレットくもじ前バス停、沖銀本店前バス停、県庁前バス停、県庁北口バス停、松尾一丁目バス停（市内線のみ）、ホテルコレクティブ前バス停（元 松尾バス停、市外線のみ）、てんぶす前バス停（元 三越前バス停 市内線のみ）、牧志バス停（市外線のみ）、安里バス停が最寄りバス停。開南通りでは開南バス停が最寄りバス停。「路線バス」の項を参照。
- 所在地：那覇市の久茂地から安里、沖縄県道39号線の一部
  - 通り沿いの地名
    - 安里1丁目（1番）・2丁目（1 - 4番）
    - 牧志1 - 3丁目
    - 松尾1・2丁目
    - 久茂地3丁目

### 交通状況
国際通りは慢性的な渋滞となっている。これは、沿線が繁華街であることに加え、上下各1車線（計2車線）のみと狭路であることや、国際通りと接続する道路の多くが丁字路で接続しており、南北に横切る場合でも、一旦国際通りを通ることになる道路構造にも起因している。商店街でも配送の集約など渋滞解消についての協議が行われている。
また、モノレールでは、一番の繁華街である国際通りでは両端の県庁前駅、牧志駅での接続にとどまっていることでバス・マイカーの利用客の転移があまり進んでいないともいえる。両駅から北西に大きく離れて路線を作っていることは中間の美栄橋駅から繁華街への誘導が難しいことでもある。
国際通りは那覇バスターミナルと中北部（名護バスターミナル、具志川バスターミナル、屋慶名バスターミナルなど）を結ぶ路線バスの多くが経由し、一日の歩行者数が約2万人のところをバスの通過台数は2,000台を超える。バスの運行本数が増える時間帯はバスレーンが実施される（後述）。
また、国際通り内の路線バスの停留所は、乗り降りをスムーズに行うため、安里バス停以外は那覇市内線用・市外線用に分かれている（ただし、国道58号（泊高橋）方面に向かう下り路線バスは国際通り内の安里バス停には停車せず、崇元寺通り（又吉通り、県道29号）にある安里バス停に停車する）。しかし、利用者にとってはわかりづらいという意見があり、バス停位置の統一もかつては検討されたが、いつのまにか立ち消えになった。その後、2007年（平成19年）4月25日に市内線用のバス停名が変更される形（松尾→松尾二丁目（現在の松尾一丁目）、牧志→三越前（現在のてんぶす前））で対応がなされ、市外線用のバス停と区別がしやすくなった。

### 交通規制
- バスレーン：バスの運行本数が増える時間帯はバスレーン（片方向バス専用道路）が実施される[7][8][9][10][11]。この国際通りは片側一車線・両側二車線であるため、次により一般車両の通行が規制される（※土曜[12]、日曜、休日[9]、1月2日 - 3日を除く）[7]。
  - 7:30 - 9:00は安里三叉路から県庁北口交差点（パレットくもじ）への西行き片側1車線[13]
  - 17:30 - 19:00は逆の県庁北口交差点（パレットくもじ）から安里三叉路への東行き片側1車線[14]
  - 対象外車両：バス[15]、タクシー[16]、二輪[17]、軽車両（自転車含む）[18]、周辺住民の車両などの特別許可車
- トランジットモール：次により歩行者天国となり、軽車両（自転車）を含め全車両の通行が規制される（通行止め）[19]。路線バス、タクシーなども迂回する。ただし、交差する道路から国際通りを横断する事は可能。雨天の場合には中止される事があるが、現場での交通規制に依存する。
  - 日曜日の12:00 - 18:00、県庁北口交差点（パレットくもじ）から蔡温橋交差点（モノレール牧志駅）までの間の全区間（横断する交差点を除く）[20]
  - 対象外車両：特定の路線バス、周辺住民の車両などの特別許可車は最徐行。自転車は押して歩かなければならない。

### 路線バス
- 国際通り内には県庁方面から順に松尾一丁目、ホテルコレクティブ前、てんぶす前、牧志、安里と5つのバス停があり、基本的に松尾一丁目、てんぶす前は市内線用、ホテルコレクティブ前と牧志は市外線用となっている（市外線のうち、那覇バスの101番は市内線用側に停車する）。安里は前述の通りに両方向停車する路線と県庁方面のみ停車する路線がある。
- 路線の詳細は、琉球バス交通、沖縄バス、那覇バス、又は 沖縄本島のバス路線を参照。
- 系統によって国際通りの通過の有無は異なり、系統によっては同じ系統でも通過の有無が分かれる路線もある。それらは時刻表などで国際通りを経由する「牧志経由」や他に「久茂地経由」「開南経由」「美栄橋経由」として区別され、国際通りを経由する便には青地に白で「牧志」、経由しない便には黄地に黒で「久茂地」、緑地に白で「開南」、白地に黒（東陽バス）または青字に白（沖縄バス）で「美栄橋」の表示が掲出される（なお、稀に表示が色分けされていない場合もある）。
- 毎週日曜日の12:00 - 18:00はトランジットモールの実施（後述）により、路線バスも含めて車両の交通が規制される（10番・牧志新都心線のみ通過しかつこの時間帯のみはホテルコレクティブ前・牧志にも停車）ため、国道58号など周辺の道路へ迂回する。なお、牧志駅前・蔡温橋交差点 - 安里三叉路は交通規制の対象外で、国道58号経由とならない路線は安里には停車する。

（☆・松尾一丁目・てんぶす前に停車、★・松尾、牧志に停車）

（安里 ◎・両方面に停車、○・県庁方面のみ停車（逆方向は県道29号崇元寺通り側に停車）、△・両方面と崇元寺通り側（泊方面のみ）にも停車）

（トランジットマイル実施時間内 ◇・国道58号久茂地経由、◆・美栄橋経由、■・県道222号開南経由、□・通常通り通過）
- 1番・首里牧志線（那覇バス）☆◎
- 4番・新川おもろまち線（那覇バス）☆△◆
- 5番・識名牧志線（那覇バス）☆◎■
- 9番・小禄石嶺線（那覇バス）☆◎■
- 10番・牧志新都心線（那覇バス）☆△□ 安里は崇元寺通り側にも停車、トランジットマイル時間内のみ松尾・牧志にも停車
- 14番・牧志開南循環線（那覇バス）☆◎◆
- 15番・寒川線（那覇バス）☆◎■
- 20番・名護西線（琉球バス交通・沖縄バス）★○
- 23番・具志川線（琉球バス交通）★○◇
- 24番・那覇大謝名線（琉球バス交通）★○◇
- 25番・普天間空港線（那覇バス）★◎■
- 27番・屋慶名（大謝名）線（沖縄バス）○　蔡温橋交差点 - 安里三叉路のみ
- 28番・読谷（楚辺）線（琉球バス交通・沖縄バス）★○◇
- 29番・読谷（喜名）線（琉球バス交通・沖縄バス）★○◇
- 52番・与勝線（沖縄バス）○　蔡温橋交差点 - 安里三叉路のみ
- 56番・浦添線（琉球バス交通）★◎■
- 63番・謝苅線（琉球バス交通）★○◇
- 77番・名護東（辺野古）線（沖縄バス）○　蔡温橋交差点 - 安里三叉路のみ
- 88番・宜野湾線（琉球バス交通）★◎
- 90番・知花（バイパス）線（琉球バス交通）★◎■
- 97番・琉大（首里）線（那覇バス）★◎■
- 98番・琉大（バイパス）線（琉球バス交通）★◎■
- 101番・平和台安謝線（那覇バス）☆○
- 110番・長田具志川線（琉球バス交通）★○◇
- 120番・名護西空港線（琉球バス交通・沖縄バス）★○◇
- 256番・浦添てだこ線（琉球バス交通）★◎■
- 333番・那覇西原（末吉）線（那覇バス）★◎◆
- 346番・那覇西原（鳥堀）線（那覇バス）★◎◆
- 385番・サンエーパルコシティ線（沖縄バス）○　蔡温橋交差点 - 安里三叉路のみ

## トランジットマイル

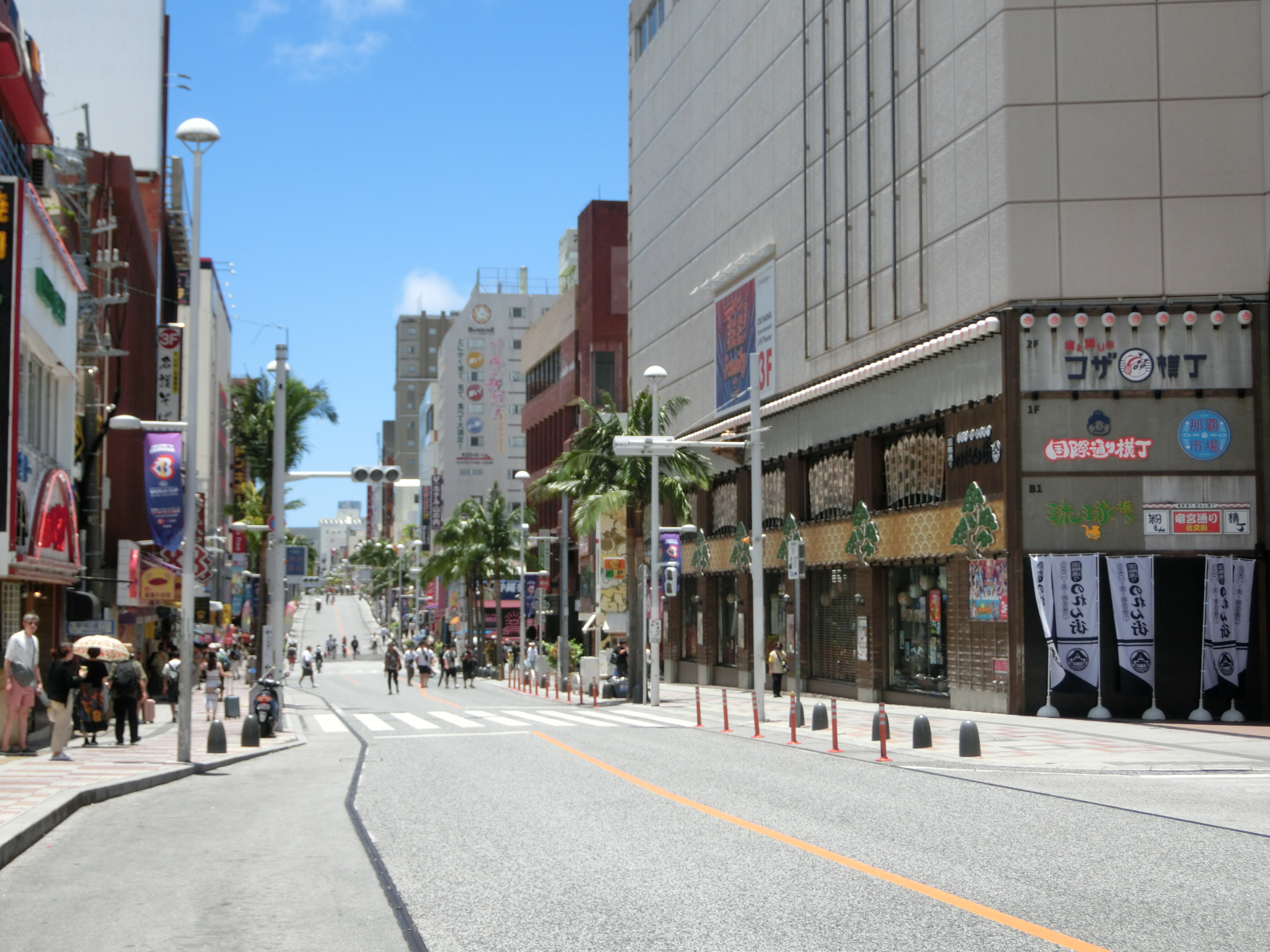
トランジットモール期間中の国際通り

トランジットマイルとはトランジットモールと「奇跡の1マイル」をかけた造語であり、国際通りで実施されるトランジットモールの通称である。国際通りをトランジットモール化しようという構想があり、これまでに何回か実験が行われていた。「トランジットマイル」の名称で実験されていた時期があるが、現在は「トランジットモール」が正式名称となっている。
2007年（平成19年）2月11日から定期的に実施されるようになり、同年4月1日から本格導入。国際通り全体のうち、県庁寄りの約1.3 km（県庁北口交差点 - 牧志駅前）に対して実施され、日曜日の12:00 - 18:00の間は許可された車両（区域内に車を所有する人）以外は通行できない。実施時間内は低速バス（那覇バスの10番・牧志新都心線）が運行されている。なお、那覇市が2008年2月に国際通り周辺の181店舗を対象に行った調査によると、事業が市街地の活性化につながると思うと回答したのは48.1％、普段と比べて来客数が減ったとの回答は29.8％である。

## イベント
- 首里城祭 - 10月下旬

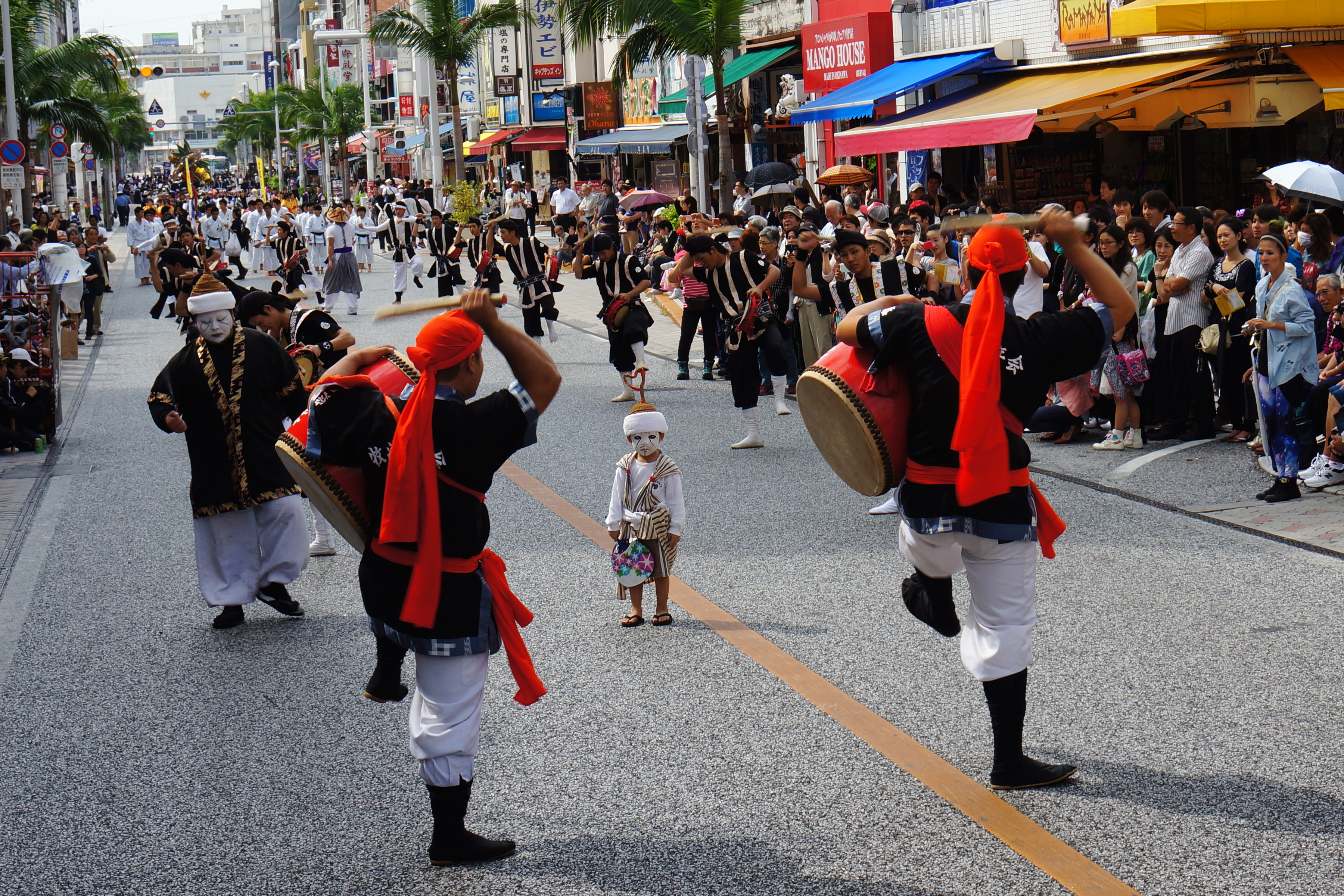
首里城祭

## 接続する通り
- 沖映通り
- 一銀通り（沖縄県道222号真地久茂地線・久茂地方面）
- 松尾消防署通り（沖縄県道222号真地久茂地線・開南方面）
- 浮島通り（一方通行のため国際通りからの車両の進入は不可）
- 平和通り（歩行者専用道路）
- 市場本通り（歩行者専用道路）
- むつみ橋通り（歩行者専用道路）
- グランドオリオン通り
- 桜坂中通り
- パラダイス通り

など

## ギャラリー

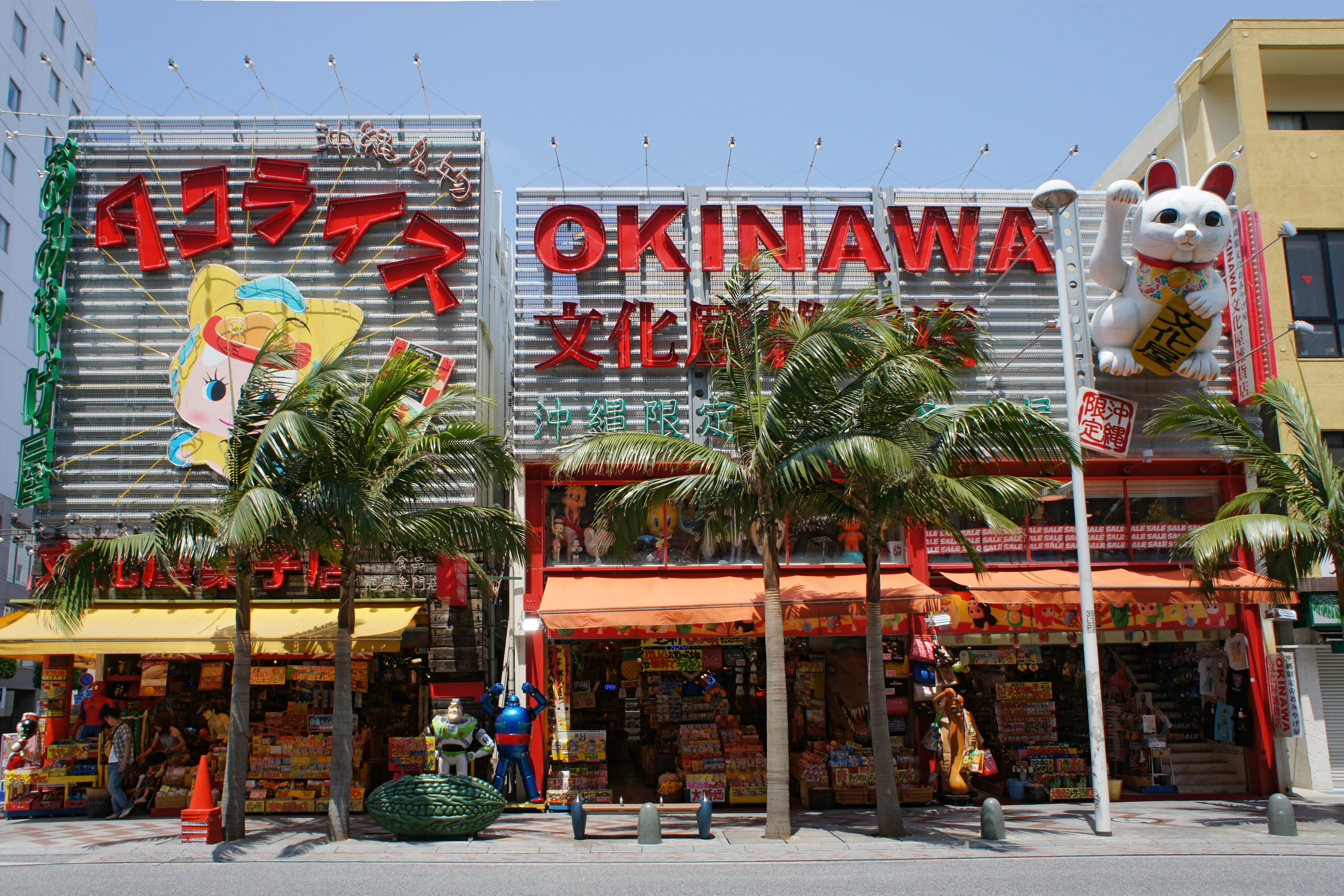
1
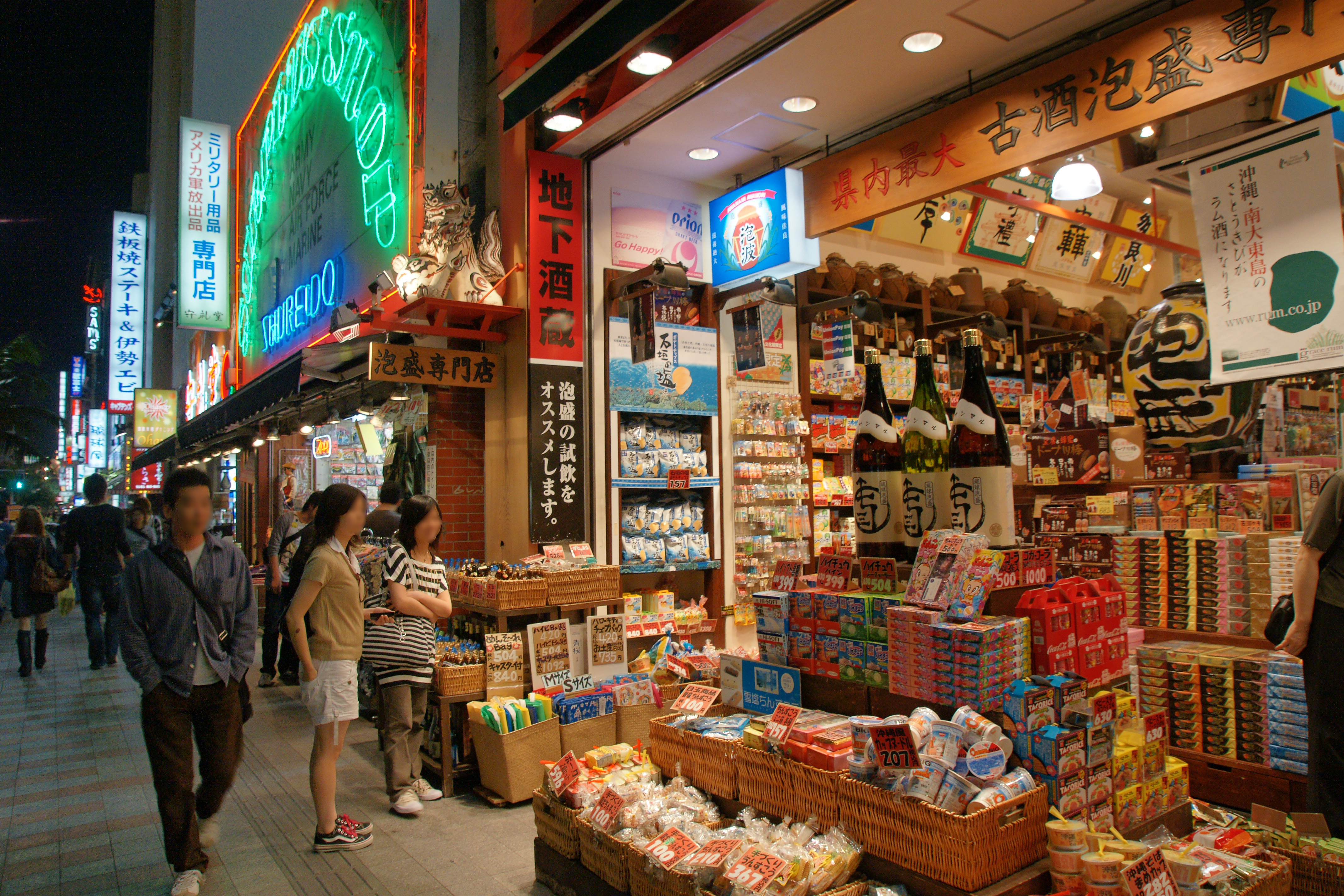
2
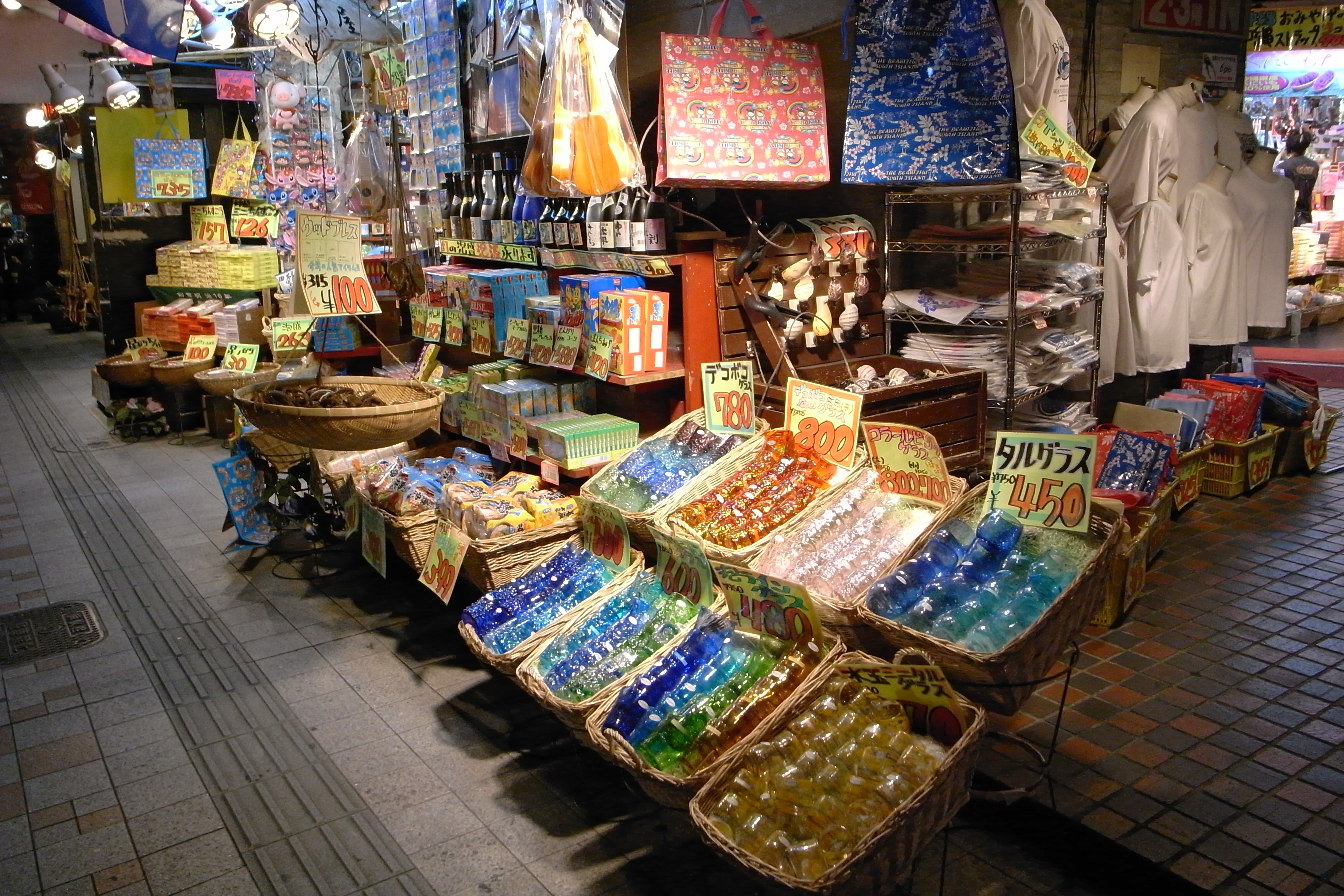
3
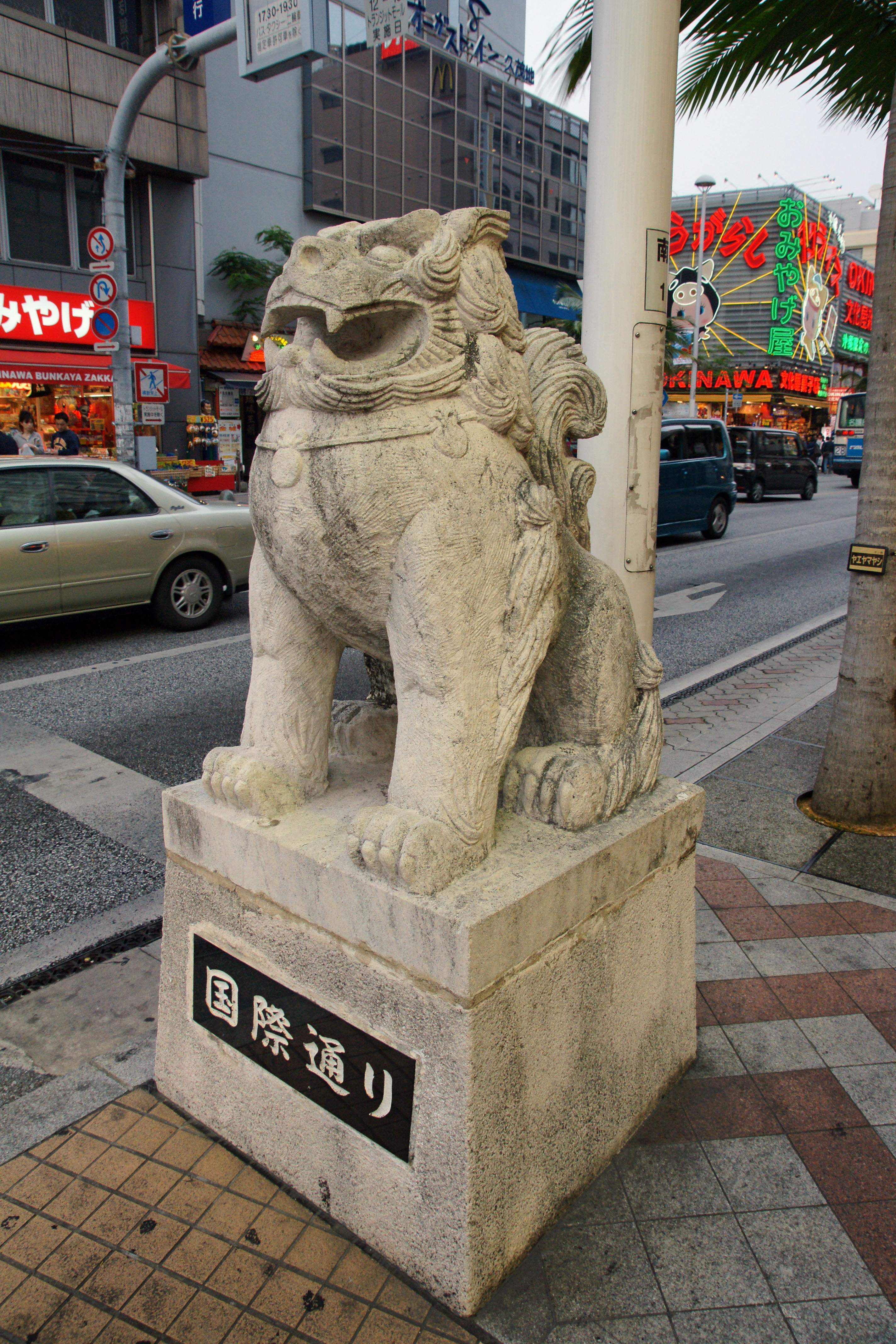
シーサー像
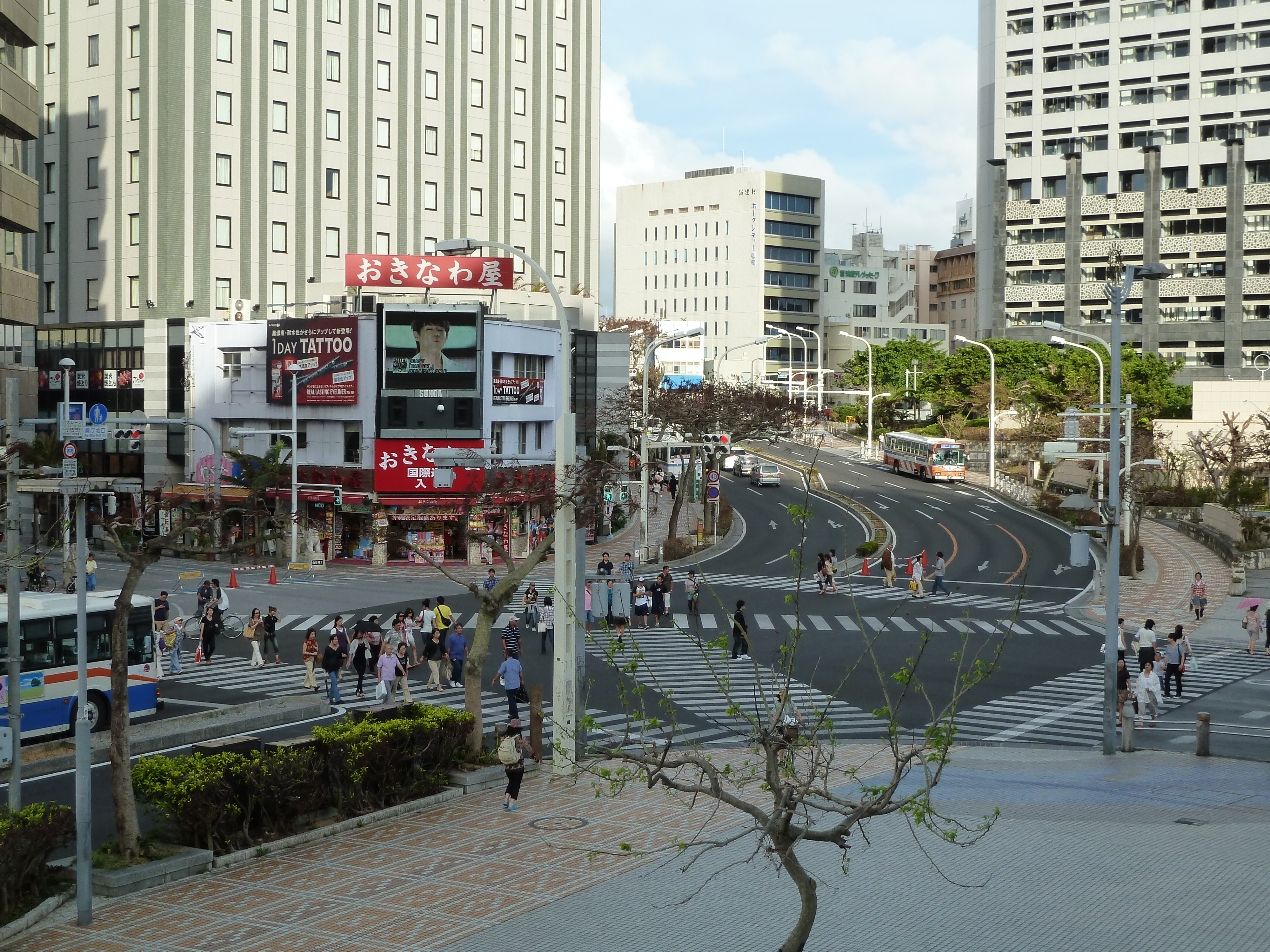
国際通り前にあるスクランブル交差点